# 汇贤居 (上海)
汇贤居是位于中華人民共和國上海市靜安區长乐路、乌鲁木齐中路的一個高档豪宅。汇贤居占地面积约1.7万平方米，总建筑面积6.3万平方米，由7座住宅组成。其中有3栋分别为17层、31层、43层的高层，另外为4栋小高层，共计359个单元。标准单元面积从146平方米至200平方米，复式单元从230平方米至565平方米。最小房型为3房2厅2卫。泰瑞·法雷爾負責汇贤居的建筑设计及园林设计工作。

## 歷史
该项目的地块于20世纪90年代中期被和黃获得，並由长江实业与和黄联手兴建。2002年年底開售。当时上海最高的楼价每平方米不超过人民币15000元，而汇贤居起价为每平方米2300美元。同年12月及2003年1月举行的两次内部认购中就有80%多的单元售出，2003年時其中一套位于43层的顶层550多平方米复式曾賣出單價6500美元/平方米，一度创下上海房地产单价新高。買家是一位來自東南亞的富豪，該富豪早就认定了这套物业，为了确保能順利收購，6500美元的单价是其主动提出。汇贤居公开发售后，所有单元即告售罄。